# 루크 드베어
루크 드베어(Luke DeVere, 1989년 11월 5일 ~ )는 오스트레일리아의 축구 선수로, 포지션은 센터백이다. 현재 A리그 웰링턴 피닉스 FC 소속으로 뛰고 있다. 2011 시즌부터 2014 시즌까지 K리그 경남 FC 소속으로 활약한 바 있으며, K리그 등록명은 루크였다.

## 어린 시절
드베어는 브리즈번 문법 학교에서 교육을 받으면서 전 오스트레일리아 국가대표 마크 브루사스코가 코치로 있는 퍼스트 일레븐 풋볼에서 4년간 축구를 받았다. 2006년에 브리즈번 문법 학교를 졸업했고 2005년과 2006년에는 퀸즐랜드 아카데미 오브 스포츠 풋볼 프로그램을 통해 축구를 배웠다. 이후 2007년부터 2008년까지 오스트레일리아 인스티튜트 오브 스포츠에서 축구를 했다.

## 클럽 경력

### 브리즈번 로어
드베어는 2008-09 시즌에 앞서 브리즈번 로어와 계약을 맺었다. 그의 A리그 데뷔 시즌에 그는 프랭크 퍼리나의 지도 하에 주전으로 뛸 수 있었다. 그의 좋은 모습은 시즌이 갈 수록 향상되었고, 많은 축구 관계자들은 그가 훌륭한 차세대 사커루가 될 수 있을 것이라고 믿어 의심치 않았다.

### 경남
2011년 1월 23일, 경남은 3년의 계약 기간에 루크 드베어를 영입했다고 밝혔다. 루크는 2011년 3월 5일 강원과의 2011 시즌 개막전에서 데뷔전을 치렀다. 2011년 5월 29일 제주 유나이티드와의 리그 12라운드에서 0-1로 끌려가던 후반 14분 머리로 데뷔 골을 성공시켰고, 1-1 무승부를 이끌어냈다. 6월엔 오스트레일리아 올림픽 대표팀으로부터 대표팀 소집 요청을 받았으나 부진에 빠져 있는 소속팀이 더 중요하다는 이유로 차출을 고사하였다. 2012년 10월 조부상을 당했음에도 FA컵 결승에 진출해있는 소속팀에 전념하기 위하여 팀에 사실을 알리지 않고 휴가 또한 요청하지 않아 화제가 되었다.

## 국가대표 경력
2011년 7월, 웨일스와의 친선 경기를 앞두고 오스트레일리아 성인 대표팀에 첫 선발되었다. 하지만 경기에 출전하지는 못하였고 2012년 8월 다시 2014년 브라질 월드컵 아시아 지역 최종 예선에 임하는 대표팀의 부름을 받았으나 부상이 겹쳐 최종 명단에는 포함되지 못하였다.

## 기록

### 클럽
2011년 5월 29일 기준
| 클럽          | 시즌    | 리그 | 리그 | 국내 컵 | 국내 컵 | 리그 컵 | 리그 컵 | 대륙 대회 | 대륙 대회 | 통산 | 통산 |
| 클럽          | 시즌    | 출장 | 득점 | 출장    | 득점    | 출장    | 득점    | 출장      | 득점      | 출장 | 득점 |
| ------------- | ------- | ---- | ---- | ------- | ------- | ------- | ------- | --------- | --------- | ---- | ---- |
| 브리즈번 로어 | 2008-09 | 15   | 0    | -       | -       | -       | -       | -         | -         | 15   | 0    |
| 브리즈번 로어 | 2009-10 | 24   | 2    | -       | -       | -       | -       | -         | -         | 24   | 2    |
| 브리즈번 로어 | 2010-11 | 26   | 1    | -       | -       | -       | -       | -         | -         | 26   | 1    |
| 경남          | 2011    | 12   | 1    | 1       | 0       | 2       | 0       | -         | -         | 15   | 1    |
| 통산          | 통산    | 77   | 4    | 1       | 0       | 2       | 0       | 0         | 0         | 80   | 4    |

## 수상 경력

### 국가대표
- 오스트레일리아 U-19
  - 웨이팡 컵: 2007

### 클럽
- 경남 FC
  - 대한민국 FA컵 준우승 : 2012
  - K리그 컵 3위 : 2011

### 개인
- 브리즈번 로어 개리 윌킨스 메달: 2009-10
- 브리즈번 로어 선수들의 올해의 선수: 2009-10
- 브리즈번 로어 멤버들의 올해의 선수: 2009-10